# Bina Railway Colony
Bina Railway Colony is een census town in het district Sagar van de Indiase staat Madhya Pradesh.

## Demografie
Volgens de Indiase volkstelling van 2001 wonen er 7219 mensen in Bina Railway Colony, waarvan 53% mannelijk en 47% vrouwelijk is. De plaats heeft een alfabetiseringsgraad van 82%.